# Kuurdak

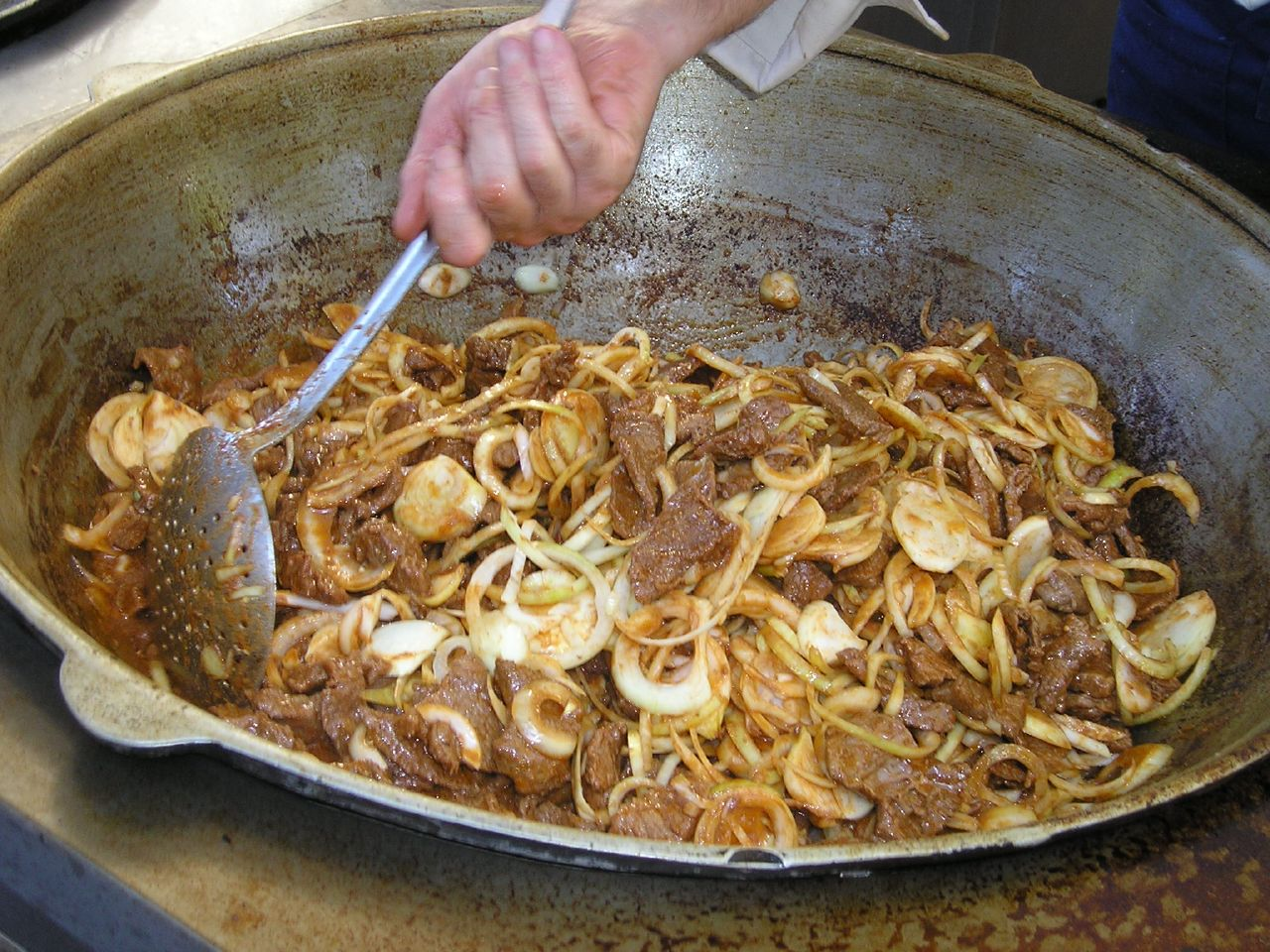
Kuurdak

Kuurdak eller Quwyrdaq (kirgisiska: куурдак, kazakiska: куырдак, uzbekiska: qovurdoq), är en centralasiatisk maträtt som består huvudsakligen av kött (oftast lammkött), lök och ibland potatis.